# Lektor (evangelisch)
Lektoren (vom lateinischen lector, zu deutsch: „Vorleser“, abgeleitet) bezeichnet zum einen das Amt, die gottesdienstlichen Lesungen vorzutragen. Zum anderen bezieht sich der Begriff auf Laien mit theologischer Grundbefähigung, die in evangelischen Kirchen an der öffentlichen Wortverkündigung beteiligt sind.

## Deutschland
Das Verständnis des Amtes und somit auch die Rechte und Pflichten des Lektors sind von landeskirchlichen Regelungen abhängig. In allen Landeskirchen gehört das Vortragen der Evangeliums-, Epistel- und alttestamentlichen Lesung zur Aufgabe der Lektoren. Des Weiteren gehören in einigen Landeskirchen auch das gottesdienstliche Beten und das Vortragen vorgefertigter Lese-Predigten nach Beauftragung durch die Kirchenleitung dazu. Hierzu bedarf es jedoch in der Regel einer vorherigen Ausbildung. In vielen Gemeinden sind Lektoren außerdem gemeinsam mit dem Pfarrer an der Austeilung des heiligen Abendmahls beteiligt. Die Verwaltung der Sakramente (also auch das Sprechen der Einsetzungsworte beim Abendmahl) obliegt jedoch ausschließlich den dazu befugten Personen.
Lektoren (und Prädikanten) sind innerhalb des Bereiches der ehrenamtlichen Verkündigung unterschiedliche Ämter mit verschiedenen Aufgabenbereichen. Beiden gemeinsam ist die selbständige Vorbereitung und Durchführung von gemeindlichen (öffentlichen) Wortgottesdiensten und Andachten. Die Abgrenzung von Lektoren und Prädikanten wird innerhalb der Evangelischen Kirche in Deutschland (noch) nicht einheitlich gehandhabt. Im Allgemeinen sind Lektoren nicht zur freien Wortverkündigung (Predigt) und nicht zur Sakramentsverwaltung (Leitung des Abendmahls) oder Kasualgottesdiensten (Taufe, Trauung, Beerdigung) befugt. Ausnahmen von dieser Regelung werden in den Landeskirchen verschieden gehandhabt.
In der Evangelischen Landeskirche in Württemberg werden nichtordinierte Gemeindeglieder an der öffentlichen Verkündigung des Wortes Gottes beteiligt. Entsprechend ausgebildete und beauftragte Frauen und Männer können selbständig Gottesdienste leiten und in ihnen predigen. Die Lektoren werden vom Dekan des Heimatkirchenbezirkes beauftragt und in einem Gottesdienst in ihren Dienst eingeführt. Sie tragen keinen Talar. Es ist ihnen freigestellt, eine speziell für diesen Dienst vorgesehene Mantelalbe (ohne Stola) zu tragen. Seit dem 1. November 2008 werden die Lektoren (wie in anderen Landeskirchen) Prädikanten genannt.

## Österreich
Die beiden evangelischen Kirchen Österreichs (A.B. und H.B) bezeichnen eine Person als Lektor, wenn diese nach Absolvierung eines „Lektorenkurses“ auf Antrag des Presbyteriums einer Pfarrgemeinde durch den zuständigen Superintendenten (H.B.: Landessuperintendent) mit der Verkündigung im Gottesdienst beauftragt wurde.
Dabei wird zwischen drei Stufen unterschieden:
1. Lektor ohne Predigt- und Sakramentsverwaltung: berechtigt, eine „Lesepredigt“ im Gottesdienst zu halten, die Liturgie muss aus der Agende stammen. In der Praxis ist dieser Lektor nicht berechtigt, eigene Formulierungen zu verwenden.
2. Lektor mit Predigterlaubnis ohne Sakramentsverwaltung: darf eine selbstformulierte Predigt halten, die de jure dem Pfarrer vorher zur Überprüfung vorgelegt werden muss (was aber kaum geschieht), darf aber weder Taufe noch Abendmahl halten.
3. Lektor mit Predigterlaubnis und Sakramentsverwaltung: Dieser Lektor darf sowohl eine eigene Predigt halten als auch selbst erstellte Gebete liturgisch verwenden und das Abendmahl halten. Lektoren mit absolviertem Kasualienkurs dürfen auch taufen, trauen und beerdigen.

Unterschiede zum Pfarrer:
- Die Amtszeit eines Lektors ist immer auf eine Wahlperiode beschränkt, seine Berechtigung(en) erlöschen jeweils mit einer Neuwahl der Gemeindevertretung (also spätestens nach sechs Jahren), wobei eine Wiederbestellung auf Antrag des Presbyteriums möglich ist. Beim Pfarrer erlöschen die Erlaubnis zur freien Predigt und zur Sakramentsverwaltung erst mit Amtsniederlegung, dem Tod, Austritt aus der Kirche oder der gültigen Erkenntnis des Disziplinarsenats auf Amtsverlust.
- Freiheit der Predigt: Ein Lektor ist in seiner Predigtfreiheit immer durch die Kontrollfunktion des Pfarrers eingeschränkt, der berechtigt ist, auch eine vom Lektor erstellte Predigt (oder Gebete) zu verändern; insofern ist der Lektor weisungsgebunden (was aber aufgrund der Ehrenamtlichkeit des Lektors kaum vorkommen wird). Ein Pfarrer ist in seiner Predigttätigkeit immer weisungsfrei.
- Um es der Gemeinde zu erleichtern, zwischen Pfarrer und Lektor zu unterscheiden, tragen Pfarrer einen hochgeschlossenen Talar mit Beffchen, Lektoren einen Talar mit V- oder Rundausschnitt ohne Beffchen.[2]